# 内村酸素
内村酸素株式会社（うちむらさんそ、英称：Uchimura Sanso Co., Ltd.）は熊本県熊本市に本社を構える商社である。医療用、工業用に供するための多種多様なガスの製造・販売を中心に、産業機械、機械工具の販売をしている。

## 沿革
- 1925年 熊本市紺屋町に内村酸素店を開業。
- 1951年 有限会社内村酸素商会に改組。
- 1968年 酸素ガスの充填工場を開設。
- 1974年 炭酸ガスの製造を開始。
- 1975年 アルゴンガスの製造を開始。
- 1976年 窒素ガスの製造を開始。
- 1983年 内村産業株式会社設立。
- 1989年 社名を現在の内村酸素株式会社に変更。

## 関連会社
- 内村産業株式会社
- 内村興産株式会社